# Dichelacera flavescens
Dichelacera flavescens är en tvåvingeart som först beskrevs av Carl Peter Thunberg 1827.  Dichelacera flavescens ingår i släktet Dichelacera och familjen bromsar. Inga underarter finns listade i Catalogue of Life.